# Louis Riou
Pour les articles homonymes, voir Riou.
Louis Adolphe Riou est un peintre français né le 19 novembre 1893 à Saint-Étienne et mort en mai 1958.

## Biographie
Élève de l'École des beaux-arts de Lyon et de l'École des arts décoratifs de Paris, Louis Riou est lauréat du prix Abd-el-Tif en 1926 et du prix de Lourmarin en 1932. Il voyage en Algérie, au Maroc où il réside de 1931 à 1945. Professeur de dessin à Meknes et Fès, il devient professeur de peinture murale à l'École royale des beaux-arts du Caire en 1939.

## Expositions
- Paris, galerie Druet, galerie Bernheim, Salon des Tuileries et Salon d'automne.
- Musée d'Art moderne de Stockholm, février 1923.
- Villa Abd-el-Tif, Alger, 1927.
- Galerie Lévy, avec Louis Berthomme Saint-André, Paris, 1927.
- Société des amis des arts de Bordeaux en 1928, 1929 et 1932.
- Exposition artistique de l'Afrique française, Tunis, 1932.
- Paris, 1935 et juillet-septembre 1947, Exposition artistique de l'Afrique française (Le Retour du sultan, La Garde Noire, Remparts de Meknès), ainsi qu'à celles de la Société des peintres orientalistes français en 1934 et 1935, Mostra internazionale d'arte coloniale Napoli en 1934-1935.
- Royal Watercolour Society en 1944, Londres.